# ルーベン・ラウジング

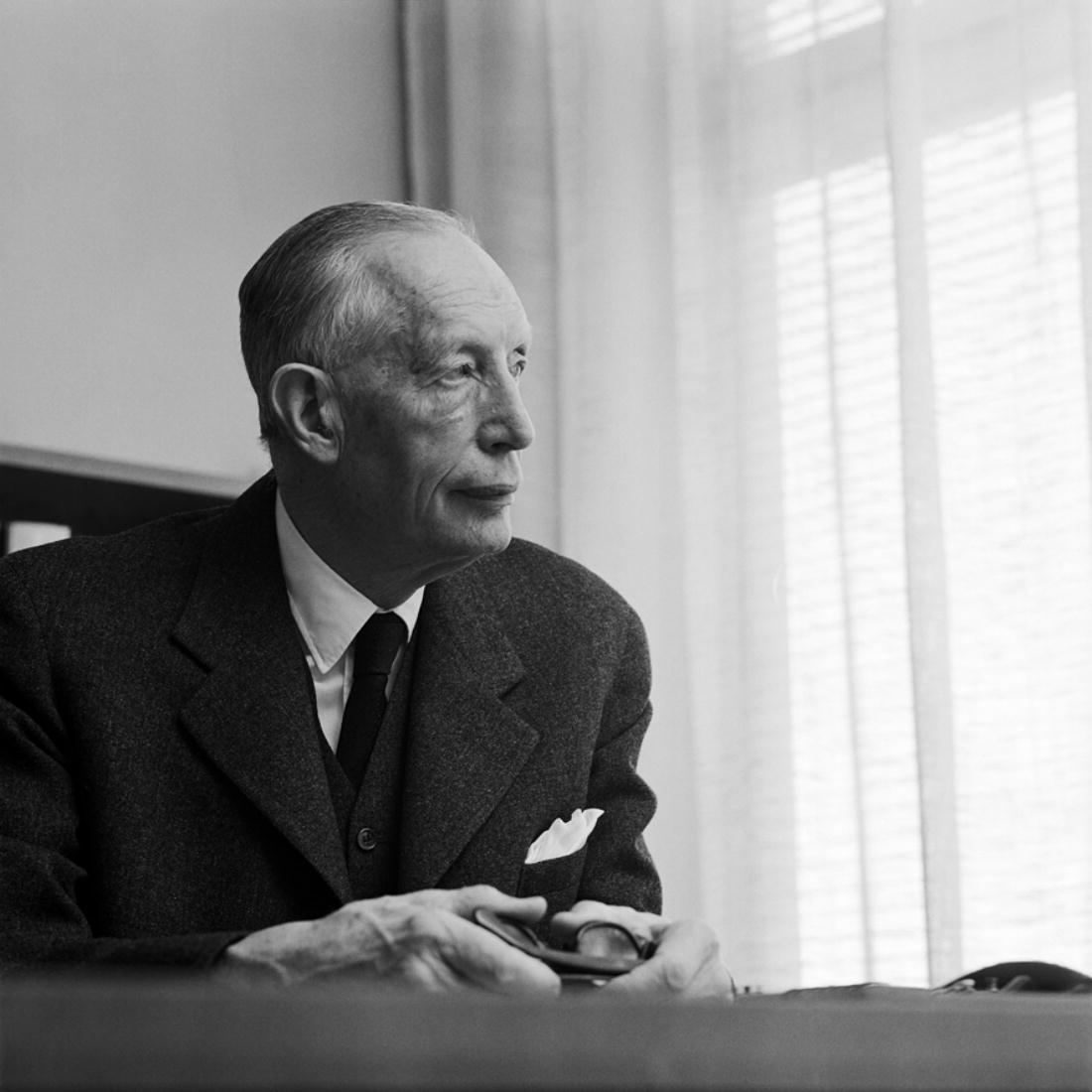
ルーベン・ラウジング

ルーベン・ラウジング（Ruben Rausing, 1895年6月17日 - 1983年8月10日）は、飲料パッケージ製造会社であるテトラパックの創始者の一人。

## 来歴
スウェーデン南部スコーネ県ヘルシンボリ近郊のラウスで、ルーベン・アンダションとして生まれる。Stockholm School of Economic and Business Administrationにて学び、1919年にコロンビア大学に留学し、1920年に理学修士を取得後、文具メーカーに勤める。

## テトラパック創業
1921年に苗字をラウジングに改め、1929年にスウェーデンへ戻り、「Akerlund & Rausing」という名の会社を共同設立した。三角錐形の飲料パッケージは、1944年3月27日に特許がおり、のちにTetra Pakとなった。

## ラウジング一族
テトラパック社はルーベンの子であるハンス・ラウジングとガド・ラウジングに受け継がれた。一族の多くが英国に住み、英国とスウェーデンの長者番付にランキングされている世界有数の富豪一家である。
1996年にはハンスが持ち株の半分をガドに売却し、現在はガドの子供たち3人がグループを引き継いでいる。
ハンスは、大学時代に経済のほかにロシア語を学んでおり、ロシア通としてテトラパックの販路拡大に貢献し、個人的にロシアとウクライナに投資もしていた。ハンスには3人の子があり、長女と次女は研究者であり慈善家としてそれぞれ財団を運営している。長男のハンス・クリスチャンは2012年7月に、ロンドンの高級住宅街カドガン・パレスの自宅で変死した妻の死に関する容疑と薬物使用の容疑でイギリスで逮捕されたが、同年8月に、2年の執行猶予判決が下され、薬物中毒治療プログラムの受講を命じられた。妻はペプシコーラの重役の娘で、2人は1980年代にアメリカの薬物中毒クリニックで知り合い、結婚後は主にカリブ海の豪邸で暮らしていた。妻の死とオロフ・パルメ暗殺事件を関連づける報道もあり、妻は生前、「自分がもし突然死するようなことがあったら調査をしてほしい」と知り合いのジャーナリストにメールしていた。